# Dasyponyssidae
Dasyponyssidae (лат.) — семейство клещей из отряда Mesostigmata. Оно содержит 2 монотипических рода, встречающихся на млекопитающих: паразитируют на броненосцах.

## Описание
У обоих полов спинная пластина разделена. Перитрема самки простирается дорсально и поперечно между передней и задней частями дорсальных пластинок, в то время как у самца она на небольшом расстоянии отходит от передней части дорсальной пластинки. Нога i у обоих полов повторно заметно увеличена, так что она более чем в два раза длиннее ног ii-iv. Волоски тела демонстрируют некоторый половой диморфизм: у самки они расширены, а у самца нормальные. Брюшные пластинки самца разделены. Стернальные пластины i и ii слиты в одну пластину, в которой расположено генитальное отверстие самца. Стернальные пластины iii и iv слиты с каждой стороны, но разделены по средней линии. Вентральная пластинка редуцирована и имеет одну пару волосков. Анальная пластинка имеет семь пар волосков и одну медианную заднюю волосок.

## Систематика
Семейство было впервые выделено в 1940 году. В мировой фауне известно 2 рода и 2 вида.
- Род Dasyponyssus Fonseca, 1940[1]
  - Dasyponyssus neivai Fonseca, 1940
- Род Xenarthronyssus Radovsky & Yunker, 1971[5]
  - Xenarthronyssus furmani Radovsky & Yunker, 1971